# 다나카 다이스케
다나카 다이스케(일본어: 田中 大輔, 1983년 1월 6일 ~ )는 일본의 전 축구 선수이다.

## 구단 경력
과거 시미즈 에스펄스, 도쿠시마 보르티스에서 활동하였다.